# Сферичний многогранник

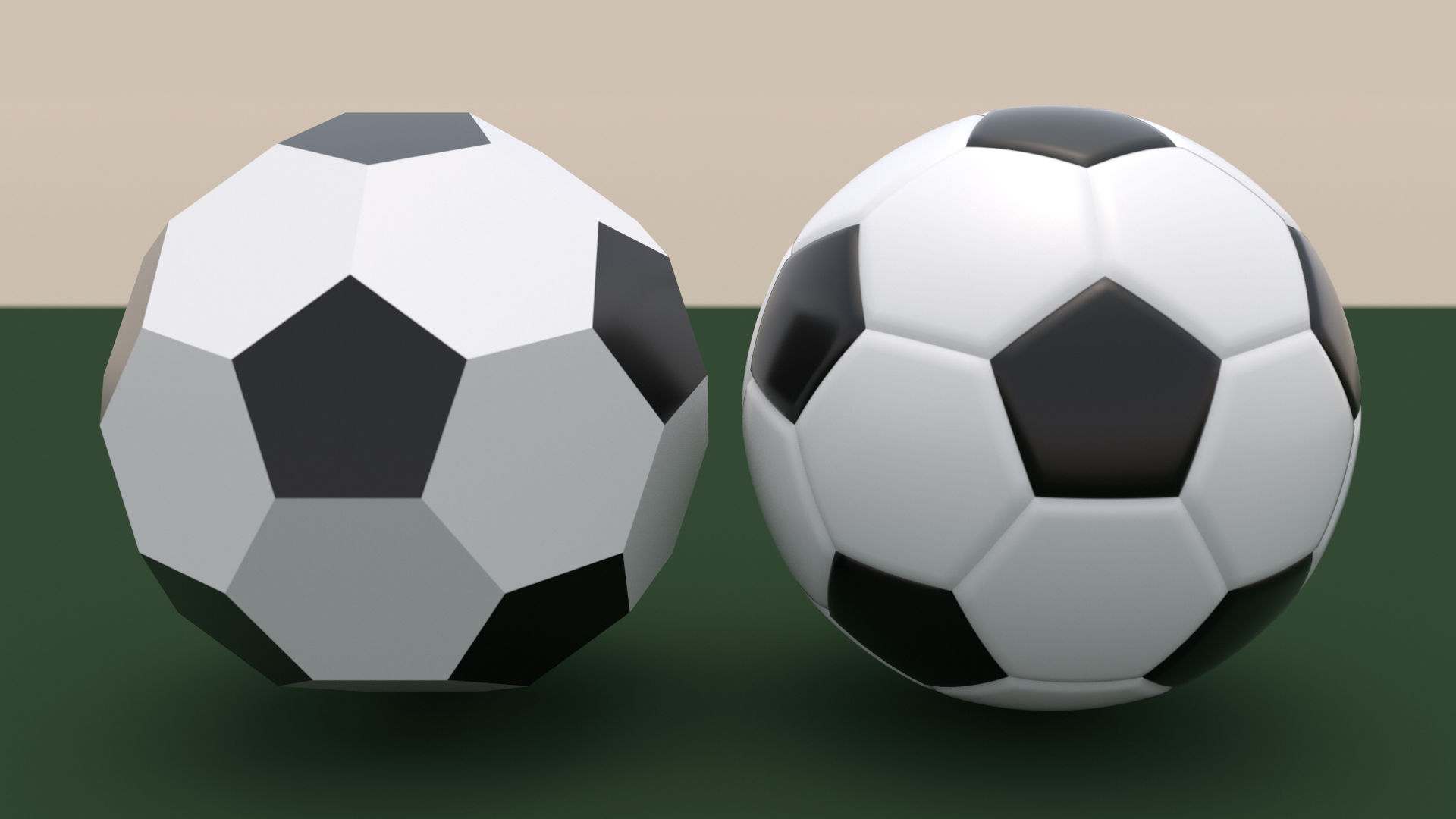
Найвідоміший сферичний многогранник — це футбольний м'яч, який є сферичним зрізаним ікосаедром

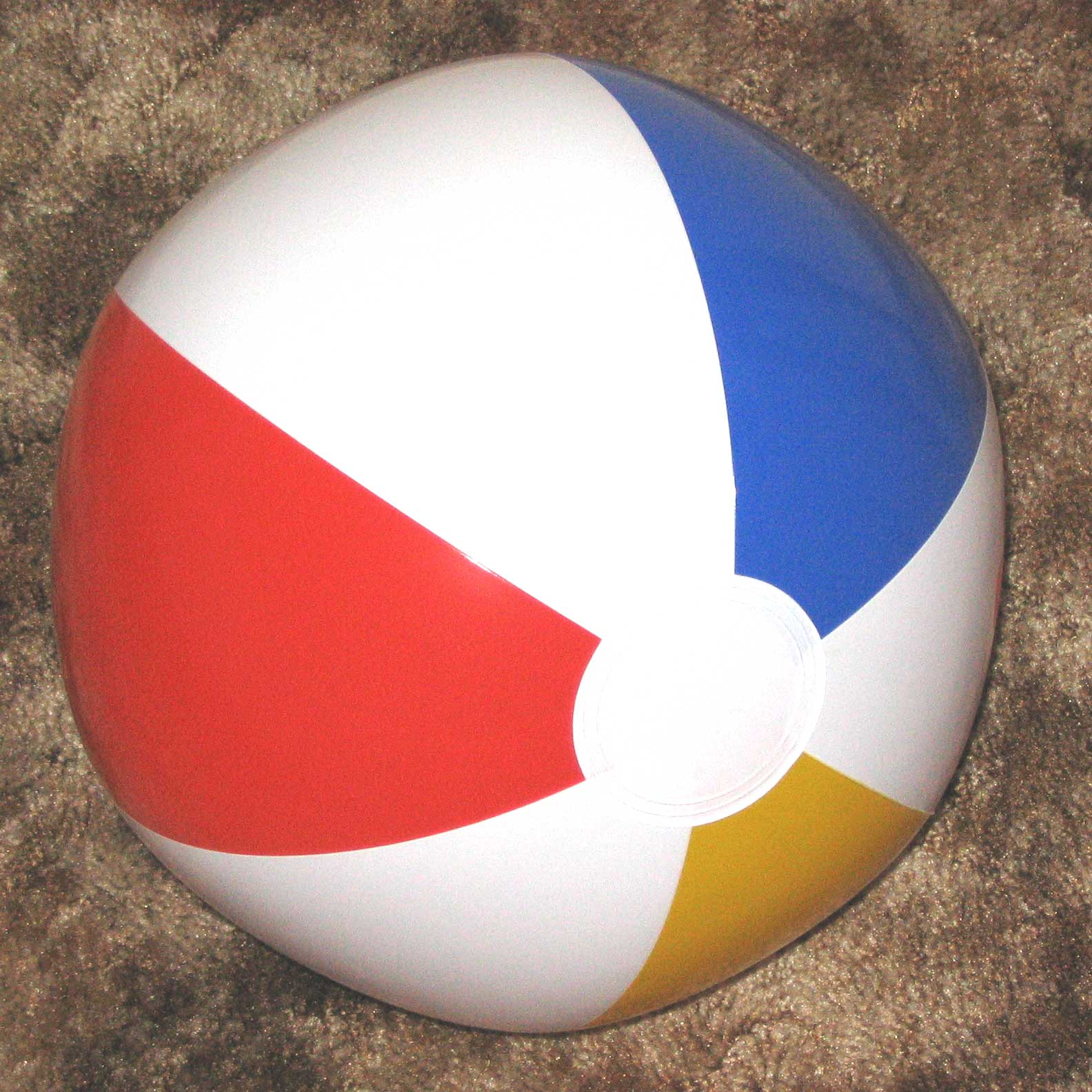
Цей пляжний м'яч — приклад осоедра зі шістьма серпоподібними гранями, якщо видалити два білі круги на кінцях.

Сферичний многогранник або сферична мозаїка — це мозаїка на сфері, в якій поверхню розділено великими дугами на обмежені ділянки, звані сферичними многокутниками. Значна частина теорії симетричних многогранників використовує сферичні многогранники.
Найвідомішим прикладом сферичного многогранника є футбольний м'яч, який можна розглядати як зрізаний ікосаедр.
Деякі «невласні» многогранники, такі як осоедри та двоїсті їм діедри, існують лише як сферичні многогранники і не мають аналогів із плоскими гранями. У таблиці з прикладами нижче {2, 6} — осоедр, а — {6, 2} двоїстий йому діедр.

## Історія
Перші відомі зроблені людиною многогранники — це сферичні многогранники, висічені в камені. Чимало їх знайдено в Шотландії і датовано періодом неоліту.
За часів європейських «темних століть» ісламський учений Абу-ль-Вафа аль-Бузджані написав першу серйозну працю про сферичні многогранники.
На початку XIX століття Пуансо використав сферичні многогранники для виявлення чотирьох правильних зірчастих многогранників.
У середині XX століття Коксетер використав їх для перерахування всіх (за винятком одного) однорідних багатогранників, за допомогою калейдоскопічної побудови (побудова Вітгоффа).

## Приклади
Усі правильні, напівправильні многогранники та двоїсті їм можна спроєктувати на сферу як мозаїку. У таблиці нижче наведено символи Шлефлі {p, q} та схеми вершинних фігур a.b.c. …:
| Символ Шлефлі                 | {p, q} | t{p, q}  | r{p, q}  | t{q, p}  | {q, p} | rr{p, q} | tr{p, q} | sr{p, q}   |
| Вершинна фігура               | pq     | q.2p.2p  | p.q.p.q  | p. 2q.2q | qp     | q.4.p. 4 | 4.2q.2p  | 3.3.q.3.p  |
| ----------------------------- | ------ | -------- | -------- | -------- | ------ | -------- | -------- | ---------- |
| Тетраедрична симетрія (3 3 2) | 3      | 3.6.6    | 3.3.3.3  | 3.6.6    | 3      | 3.4.3.4  | 4.6.6    | 3.3.3.3.3  |
| Тетраедрична симетрія (3 3 2) | 3      | V3.6.6   | V3.3.3.3 | V3.6.6   | 3      | V3.4.4.4 | V4.6.6   | V3.3.3.3.3 |
| Октаедрична симетрія (4 3 2)  | 43     | 3.8.8    | 3.4.3.4  | 4.6.6    | 34     | 3.4.4.4  | 4.6.8    | 3.3.3.3.4  |
| Октаедрична симетрія (4 3 2)  | 43     | V3.8.8   | V3.4.3.4 | V4.6.6   | 34     | V3.4.4.4 | V4.6.8   | V3.3.3.3.4 |
| Ікосаедрична симетрія (5 3 2) | 53     | 3.10.10  | 3.5.3.5  | 5.6.6    | 35     | 3.4.5.4  | 4.6.10   | 3.3.3.3.5  |
| Ікосаедрична симетрія (5 3 2) | 53     | V3.10.10 | V3.5.3.5 | V5.6.6   | 35     | V3.4.5.  | V4.6.10  | V3.3.3.3.5 |
| Діедричні приклади=6 (2 2 6)  | 62     | 2.12.12  | 2.6.2.6  | 6.4.4    | 26     | 4.6.4    | 4.4.12   | 3.3.3.6    |

| Клас               | 2 | 3 | 4 | 5 | 6 | 7 | 8 | 10 |
| ------------------ | - | - | - | - | - | - | - | -- |
| Призма (2 2 p)     |   |   |   |   |   |   |   |    |
| Біпіраміда (2 2 p) |   |   |   |   |   |   |   |    |
| Антипризма         |   |   |   |   |   |   |   |    |
| Трапецоедр         |   |   |   |   |   |   |   |    |

## Невласні випадки
Сферичні мозаїки допускають випадки, які неможливі для многогранників, а саме — осоедри, правильні фігури {2,n}, та діедри, правильні фігури {n,2}.
| Малюнок        |       |       |       |       |       |       |        |
| Шлефлі         | {2,2} | {2,3} | {2,4} | {2,5} | {2,6} | {2,7} | {2,8}… |
| Коксетер       |       |       |       |       |       |       |        |
| Грані та ребра | 2     | 3     | 4     | 5     | 6     | 7     | 8      |
| Вершини        | 2     | 2     | 2     | 2     | 2     | 2     | 2      |

| Малюнок          |       |       |       |       |        |
| Шлефлі           | {2,2} | {3,2} | {4,2} | {5,2} | {6,2}… |
| Коксетер         |       |       |       |       |        |
| Грані            | 2 {2} | 2 {3} | 2 {4} | 2 {5} | 2 {6}  |
| Ребра та вершини | 2     | 3     | 4     | 5     | 6      |

## Зв'язок із мозаїками на проєктивній площині
Оскільки сфера є дволистим накриттям проєктивної площини, проєктивні многогранники відповідають подвійному накриттю сферичними многогранниками, які мають центральну симетрію.
Найвідомішими прикладами проєктивних многогранників є правильні проєктивні многогранники, утворені з центрально симетричних правильних многогранників, а також із нескінченних сімейств парних діедрів та осоедрів:
- Напівкуб[en], {4,3}/2
- Напівоктаедр[en], {3,4}/2
- Напівдодекаедр, {5,3}/2
- Напівікосаедр, {3,5}/2
- Напівдіедр, {2p,2}/2, p>=1
- Напівосоедр, {2,2p}/2, p>=1